# Liste des députés européens d'Allemagne de la 3e législature
Voici une liste des 81 membres du Parlement européen pour l'Allemagne de l'Ouest pendant la session 1989-1994.

## Liste

### Parti social-démocrate d'Allemagne
- Willi Görlach (de)
- Lissy Gröner
- Klaus Hänsch
- Magdalene Hoff
- Karin Junker
- Heinz Fritz Köhler
- Beate Weber-Schuerholz (jusqu'au 14 décembre 1990)
- Annemarie Kuhn (à partir du 22 décembre 1990)
- Rolf Linkohr
- Günter Lüttge
- Gepa Maibaum
- Karl-Heinrich Mihr
- Leyla Onur
- Helwin Peter
- Johannes Wilhelm Peters
- Gerd Walter (jusqu'au 7 mai 1992)
- Willi Piecyk (à partir du 11 mai 1992)
- Christa Randzio-Plath
- Dieter Rogalla
- Dagmar Roth-Behrendt
- Mechtild Rothe
- Willi Rothley
- Jannis Sakellariou
- Heinke Salisch
- Detlev Samland
- Dieter Schinzel
- Gerhard Schmid
- Barbara Schmidbauer
- Barbara Simons
- Günter Topmann
- Kurt Vittinghoff
- Thomas von der Vring
- Klaus Wettig

### Union chrétienne-démocrate d'Allemagne
- Siegbert Alber
- Reimer Böge
- Axel Zarges (jusqu'au décembre 29 1989)
- Ursula Braun-Moser (à partir du 15 January 1990)
- Reimer Böge
- Axel Zarges
- Elmar Brok
- Karl-Heinz Florenz
- Honor Funk
- Bernhard Sälzer (jusqu'au 18 décembre 1993)
- Helga Haller von Hallerstein (à partir du 27 décembre 1993)
- Karsten Frieich Hoppenstedt
- Hartmut Perschau (jusqu'au 10 juillet 1991)
- Georg Jarzembowski (à partir du 5 septembre 1991)
- Hedwig Kelhoff-Wiechert
- Egon Klepsch
- Werner Münch (jusqu'au 19 novembre 1990)
- Brigitte Langenhagen (à partir du 25 novembre 1990)
- Horst Langes
- Gerd Ludwig Lemmer
- Marlene Lenz
- Rudolf Luster
- Kurt Malangré
- Winfried Menrad
- Friedrich Merz
- Doris Pack
- Hans-Gert Pöttering
- Godelieve Quisthoudt-Rowohl
- Günter Rinsche
- Diemut Theato
- Karl von Wogau

### Alliance 90 / Les Verts
- Hiltrud Breyer
- Birgit Cramon Daiber
- Frieich-Wilhelm Graefe zu Baringdorf
- Karl Partsch
- Dorothee Piermont
- Eva-Maria Quistorp
- Claudia Roth
- Wilfried Telkämper

### Union chrétienne-sociale en Bavière
- Franz Ludwig Schenk von Stauffenberg (jusqu'au 30 novembre 1992)
- Günther Müller (à partir du 4 décembre 1992 au 6 novembre 1993)
- Jürgen Brand (à partir du 16 novembre 1993)
- Ingo Frieich
- Fritz Pirkl (jusqu'au 19 août 1993)
- Maren Günther (à partir du 31 août 1993)
- Otto von Habsburg
- Gerd Müller
- Reinhold Bocklet (jusqu'au 24 juin 1993)
- Edgar Schiedermeier (à partir du 5 juillet 1993)
- Ursula Schleicher

### Les Républicains
- Johanna Grund
- Klaus-Peter Köhler
- Harald Neubauer
- Emil Schlee
- Hans-Günter Schouch
- Franz Schönhuber

### Parti libéral-démocrate
- Mechthild von Alemann
- Martin Holzfuss
- Manfred Vohrer
- Rüdiger von Wechmar

## Source de la traduction
- (en) Cet article est partiellement ou en totalité issu de l’article de Wikipédia en anglais intitulé « List of members of the European Parliament for Germany, 1989–94 » (voir la liste des auteurs).